# Chloranthus
El género Chloranthus Sw., 1787 comprende 20 especies de arbustos y pertenece a la familia Chloranthaceae. Su especie tipo es C. inconspicuus Sw., 1787.

## Descripción
Con las caracteres generales de la familia Chloranthaceae.
- Subarbustos o hierbas perennes.
- Inflorescencias simples o ramificadas en panícula, en espigas axilares o terminales.
- Flores pequeñas, hermafroditas, desnudas. Estambres formados por (1-)3 anteras, usualmente soldadas por sus conectivos, insertas a un lado del ovario, antera mediana 2-locular con una antera 1-locular a cada lado en extensiones lobuladas, o el lóbulo medio obsoleto con el conectivo prominente en lóbulos cortamente lanceolados o en largas proyecciones filamentosas, o sin proyecciones. Ovario unicarpelar; estilo usualmente ausente; estigma sésil, grueso, truncado, raramente hendido.
- Fruto en baya de aspecto de drupa, globosa a piriforme.
- Número cromosómico: 2n = 28, 30, 60, 90.

## Distribución
El género se distribuye por el sureste y este de Asia, teniendo su centro de máxima diversidad en China.

## Usos
Algunas especies de este género se usan como aromatizantes para bebidas, en la farmacopea tradicional, como tintes y ornamentales.

## Sinonimia
- Nigrina Thunb., 1783 (non L., 1767). Especie tipo: N. spicata Thunb., 1783.
- Creodus Lour., 1790. Especie tipo: C. odorifer Lour., 1790.
- Stropha Noronha, 1790.
- Aloranthus F. Voigt in Rich., 1811 (error).
- Cryphaea Buch.-Ham., 1825 (non F. Weber, 1814). Especie tipo: C. erecta (Buch.-Ham., 1825.
- Peperidia Rchb., 1828. Nombre de reemplazo para Cryphaea.
- Tricercandra A. Gray, 1856. Especie tipo: T. quadrifolia A. Gray, 1856.
- Saintlegeria Cordem., 1862. Especie tipo: S. gracilis Cordem., 1862.

## Táxones específicos incluidos
- Especie Chloranthus angustifolius Oliv. in Hook.f., 1887

2n = 30; 700-1200 m; China
- Especie Chloranthus anhuiensis K.F. Wu, 1980

500-700 m. China
- Especie Chloranthus erectus (Buch.-Ham., 1825) Verdc., 1985 (= C. elatior R. Br., 1821 (especie dudosa); C. officinalis Blume, 1827; C. salicifolius C. Presl, 1851; C. sumatranus Miq., 1860)

2n = 30; 100-2000 m; China, Bután, Camboya, India, Islas Andamán, Laos, Malasia, Burma, Nepal, Filipinas, Tailandia, Vietnam, Indonesia hasta Nueva Bretaña y Nueva Irlanda. Uso como aroma para bebidas, ornamental, medicina tradicional y tinte.
- Especie Chloranthus fortunei (A. Gray, 1858) Solms in DC., 1869

2n = 30, 60; China. Uso medicinal
- Especie Chloranthus henryi Hemsl. in F.B. Forbes & Hemsl., 1891 (= C. philippinensis Merr., 1912; C. hupehensis Pamp., 1915; C. verticillatus Merr., 1915)

2n = 90; 800-2000 m; China, Filipinas (Luzón); Estados Unidos (introducido). Uso medicinal
- Especie Chloranthus holostegius (Hand.-Mazz., 1929) C. Pei & R.H. Shan, 1938 (= C. holostegius var. shimianensis K.F. Wu, 1980; C. holostegius var. trichoneurus K.F. Wu, 1980)

700-2800 m; China
- Especie Chloranthus insignis Kurz, 1873

Birmania
- Especie Chloranthus japonicus Siebold, 1829 (= Tricercandra quadrifolia A. Gray, 1856; C. mandshuricus Rupr., 1859)

2n = 30; 100-2300 m; China, Japón, Corea, Siberia oriental. Uso medicinal y aromático.
- Especie Chloranthus kachinensis Prain, 1901

India
- Especie Chloranthus koreanus Nakai, 1930

Corea
- Especie Chloranthus macranthera Schult.f. ex Miq., 1867

Japón
- Especie Chloranthus monostachyus R. Br.

China. ESpecie dudosa
- Especie Chloranthus multistachys C. Pei, 1935

400-1700 m; China. Uso medicinal
- Especie Chloranthus nervosus Collett & Hemsl., 1891

2n = 30; tratada a veces incluyendo C. holostegius. Birmania, Tailandia
- Especie Chloranthus oldhamii Solms in DC., 1869

2n = 30; 200-1000 m; Taiwán, Japón
- Especie Chloranthus pernyianus Solms in DC., 1869

China. Especie dudosa
- Especie Chloranthus serratus (Thunb., 1815) Roem. & Schult., 1818 (= C. blumeanus Cordem., 1862; C. serratus var. taiwanensis K.F. Wu, 1980)

2n = 28, 30; China, Taiwán, Japón, Kuriles. Uso medicinal
- Especie Chloranthus sessilifolius K.F. Wu, 1980 (= C. sessilifolius var. austrosinensis K.F. Wu, 1980)

600-1200 m; China. Uso medicinal
- Especie Chloranthus spicatus (Thunb., 1783) Makino, 1902 (= C. inconspicuus Sw., 1787; Creodus odorifer Lour., 1790; Nigrina spicifera Lam., 1791; C. indicus Wight, 1853; C. obtusifolius Miq., 1855-58)

2n = 30; 200-1000 m; ampliamente cultivado en el sureste de Asia.China, Japón, Tailandia, Vietnam, Hawai'i (introducida). Cultivada como ornamental, y para usos aromáticos y medicinales.
- Especie Chloranthus tienmushanensis K.F. Wu, 1980

1100 m; China

## Identificación
La siguiente clave permite identificar 13 de las 20 especies citadas arriba.
- Subarbusto; tallos ramificados; hojas pareadas, distribuidas a lo largo de los tallos; conectivos soldados, ovados, 3-5-lobulados.

- Flores verde-amarillentas;hojas 50-110 X% 25-55 mm, agudas a obtusas, de borde crenado-aserrado; conectivo central tridentado

C. spicatus
- Flores blancas; hojas 100-200 X% 40-80 mm, muy agudas a caudadas, de borde glandular-aserrado; conectivo central entero

C. erectus
- Hierba perenne; tallos usualmente no ramificados; hojas usualmente 4(-10) agrupadas en el ápice del tallo, nodos basales con hojas escuamiformes; conectivos lineares a oblongolanceolados o muy reducidos

- Estilo desarrollado

C. oldhamii
- Estilo ausente

- Hojas sésiles

C. sessilifolius
- Hojas pecioladas

- Conectivo desarrollado, linear, más de cinco veces tan largo como las tecas ["Véase Grupo A, abajo"]
- Conectivo corto, 1-3 veces tan largo como las tecas ["Véase Grupo B, abajo"]

Grupo A
- Hojas 8-10, lanceoladas a estrechamente elípticas, ápice acuminado

C. angustifolius
- Hojas usualmente 4, anchamente elípticas u obovadas, ápice agudo o acuminado

- Estambre central sin antera; hoja con el borde agudamente aserrado

C. japonicus
- Estambre central 2-loculado; hoja con el borde aserrado o crenado

- Conectivo 10-19 mm; brácteas 2-3-dentadas; espiga 1

C. fortunei
- Conectivo menos de 10 mm; brácteas enteras; espigas 1-5

C. holostegius
Grupo B
- Hojas abaxialmente pubescentes a lo largo de los nervios

- Espigas usualmente varias, axialres y terminales (rara vez 1); estambres 1-3, conectivos apenas más largos que las tecas o más cortos

C. multistachys
- Espiga 1, terminal, ramificada dicotómicamente o en racimo; estambres 3, conectivos 2-4 X% tan largos como las tecas

- Hojas anchamente elípticas, ovado-elípticas u obovadas, aserradas; pedúnculo 100-160 mm; conectivo central de unos 3 mm; tecas en la base de los conectivos

C. henryi var. henryi
- Hojas suborbiculares a amliamente elípticas, obscuramente aserradas; pedúnculos 12-23 mm; conectivo central de unos 2 mm; tecas en el centro de los conectivos

C. serratus var. taiwanensis
- Hojas abaxialmente glabras

- Estambre 1, conectivo muy reducido, no prominente más allá de las tecas

C. anhuiensis
- Estambres 3, conectivo más largo que las tecas

- Carpelo con ginóforo de 4-7 mm

C. tianmushanensis
- Carpelo sin ginóforo

- Hojas obovadas o suborbiculares, groseramente crenadas; 3 conectivos oblicuamente levantados, conectivo central erecto, más largo que los laterales; tecas en la base de los conectivos.

C. henryi var. hupehensis
- Hojas elípticas, obovadas u ovado-lanceoladas, densa y agudamente aserradas; 3 conectivos conniventes, el central incurvo, casi tan largo como los laterales; tecas en el centro de los conectivos

C. serratus var. serratus